# Osvaldas Balakauskas
Osvaldas Balakauskas   (districte municipal d'Ukmergė, 19 de desembre de 1937) és un compositor de música clàssica.

## Carrera
Balakauskas es va graduar a l'Institut Pedagògic de Vílnius en 1961 i va assistir a les classes de composició de Borís Liatoixinski al Conservatori de Kíev el 1969. De 1992 a 1994 va ser ambaixador de Lituània. El 1996 va ser guardonat amb el Premi Nacional de Lituània, la més gran distinció artística i cultural en aquest país. Actualment és el cap del departament de composició a l'Acadèmia Lituana de Música i Teatre. Les seves produccions consisteixen en simfonies, concerts i música de cambra.

## Música
Balakauskas en els seus primers anys de conservatori estava influït per Stockhausen, Boulez, Xenakis i en particular per Webern a Messiaen. Com sigui, als 60, va desenvolupar el seu propi sistema harmònic, el que el va portar a un fort sentit de la tonalitat, denominat la 'Tonalitat Balakauskas'. Aquesta tonalitat és radicalment diferent de l'atonalitat i el serialisme de la Second Viennese School. El seu sistema harmònic emprava subconjunts de dotze notes i l'ús alternat de la tercera major i menor el que donava una sensació de jazz, segons el compositor, va ser mera coincidència. Les seves obres més importants són Sonata of the Mountains inspirat als quadres de Mikalojus Konstantinas Čiurlionis (1975), Simfonia No. 2 (1979), Opera Strumentale (1987) i Simfonia No. 4 (1998) i No. 5 (2001), les dues obres últimes esmentades han estat recentment gravades per Naxos Records.

## Obres
Escenari
- Komunarų gatvė (Street of Communards), òpera de cambra (1977)
- Zodiakas (Zodiac), pel·lícula-ballet (1984)
- Makbetas (Macbeth), ballet (1988)
- La Lointaine, òpera de cambra (2002)

Orquestral
- Simfonia No. 1 (1973)
- Simfonia No. 2 (1979)
- Simfonia No. 3 " Simfonia Ostrobothnian", per a orquestra de corda (1989)
- Simfonia No. 4 (1998), gravat per  Naxos (8.557605, 2005)
- Simfonia No. 5 (2001), gravat] per  Naxos (8.557605, 2005)
- Òpera Strumentale (1987)

Concertant
- Concertino per a piano i orquestra de corda (1966)
- Ludus Modorum per a violoncel i orquestra de cambra (1972)
- Kalnų sonata (Sonata of the Mountains) per a piano i orquestra (1975)
- Passio Strumentale per a quartet de corda i orquestra (1980)
- Concerto per a oboè, clavicordi i orquestra de corda (1981)
- Simfonia Concertant per a violí, piano i orquestra (1982
- Concerto RK per a violí i orquestra de cambra (1997)
- Concerto Brio per a violí i orquestra (1999)
- Capriccio per a piano i orquestra (2004)
- Concerto per a clarinet i orquestra de corda (2008)
- Seasons per a dos pianos i orquestra de corda (2009)

Música de cambra
- Medis ir paukštė (The Tree and the Bird) per a viola i piano (1976)
- Do nata per a violoncel o viola (1982)
- Corrente per a flauta, viola i piano (2005)
- Duo concertante per a viola i piano (2007)
- Trio concertante per a flauta, viola i piano (2008)

Coral
- Requiem in memoriam Stasys Lozoraitis (1995), gravat per Naxos (8.557604, 2004)